# Prašivá (1667 m)
Prašivá (1667 m) – szczyt w zachodniej części Niżnych Tatr (tzw. Dziumbierskie Tatry) na Słowacji.

## Położenie
Leży w bocznym grzbiecie Niżnych Tatr, odgałęziającym się w kierunku północnym od grzbietu głównego w szczycie Krupowej Hali, tuż na zachód od najwyższego szczytu tych gór – Dziumbiera. Położona jest pomiędzy Krupową Halą na południu a szczytem Tanečnica na północy, ok. 2 km na północ od grzbietu głównego. Od Tanečnicy oddziela ją płytkie siodło, zwane Salášky (ok. 1550 m). Zachodnie stoki Prašivej opadają ku Szerokiej Dolinie (górna partia Doliny Demianowskiej), natomiast stoki wschodnie – ku górnym partiom Doliny Bystrej (odgałęzienie Doliny Jańskiej).

## Geologia i ukształtowanie
Prašivá ma formę kształtnej kopy, wymodelowanej w skałach krystalicznych, budujących tu główny grzbiet Niżnych Tatr. Stoki łagodne, jedynie po stronie wschodniej skaliste, pocięte skalnymi żebrami i żlebkami.

## Przyroda i jej ochrona
Wierzchołek Prašivej porośnięty jest kosodrzewiną, reszta zboczy – pokryta roślinnością trawiastą i łanami borówki brusznicy. Szczyt leży w granicach Parku Narodowego Niżne Tatry, natomiast jego wschodnie stoki obejmuje dodatkowo rezerwat przyrody Ďumbier.

## Turystyka
Grzbietem, od przełęczy Javorie na Przełęcz Demianowską w głównym grzbiecie Niżnych Tatr, omijając szczytowe spiętrzenie Prašivej od zachodu, biegnie żółto żółty znakowany szlak turystyczny – bardzo atrakcyjny z uwagi na roztaczające się z niego widoki na północne zerwy Dziumbiera.
  Przełęcz Demianowska (Demänovské sedlo) – Prašivá – Tanečnica – Javorie (przełęcz) – skrzyżowanie z czerwonym szlakiem, nim do Doliny Demianowskiej (Lúčky)